# Atsuhiro Miura
Atsuhiro Miura (født 24. juli 1974) er en japansk fodboldspiller.

## Japans fodboldlandshold
| Japans landshold | Japans landshold | Japans landshold |
| År               | Kmp              | Mål              |
| ---------------- | ---------------- | ---------------- |
| 1999             | 5                | 1                |
| 2000             | 8                | 0                |
| 2001             | 3                | 0                |
| 2002             | 0                | 0                |
| 2003             | 1                | 0                |
| 2004             | 6                | 0                |
| 2005             | 2                | 0                |
| Total            | 25               | 1                |